# Boris Dimtschew
Boris Dimtschew (bulgarisch Борис Димчев; * 1899; † unbekannt) war ein bulgarischer Radrennfahrer.

## Sportliche Laufbahn
Dimtschew startete bei den Olympischen Sommerspielen 1924 in Paris im Sprint und schied beim Sieg von Lucien Michard in den Vorläufen gegen Wally Coppins aus.